# ГОПАК (винтовка)
ГОПАК («Гвинтівка оперативна портативна на базі АК») — украинский вариант преобразования советского 7,62-мм автомата Калашникова в неавтоматическую короткую винтовку с ручной перезарядкой, разработки киевского завода «Маяк».

## История
Демонстрационный образец 7,62-мм однозарядной портативной снайперской винтовки ГОПАК был впервые представлен 4 апреля 2015 года на полигоне учебного центра Национальной гвардии Украины в селе Новые Петровцы Киевской области.
22-25 сентября 2015 года второй вариант винтовки ГОПАК (имеющий магазинное питание от стандартного магазина к автомату Калашникова) был представлен на проходившей в Киеве XII международной специализированной оружейной выставке «Оружие и безопасность-2015». В октябре 2015 года пресс-служба ГК «Укроборонпром» сообщила, что винтовка ГОПАК направлена на государственные испытания и рассматривается возможность поставки этого оружия для вооружённых сил Украины. 3 марта 2016 года на выставке стрелкового оружия украинского производства в Киевском политехническом институте был представлен ещё один образец винтовки ГОПАК — с укороченным магазином уменьшенной ёмкости.
В 2018 году винтовка ГОПАК была включена в перечень оружия, предлагаемого на экспорт государственной компанией «Спецтехноэкспорт».

## Описание
В ходе переоборудования автомата АК в неавтоматическую винтовку в конструкцию оружия внесены изменения: демонтированы газоотводная трубка, цевьё и ствольная накладка; на ствол установлен глушитель звука выстрела, на ствольную коробку — крепление для установки оптического прицела. Кроме того, на оружие установлены складные сошки от ручного пулемёта РПК, а штатный приклад заменён прикладом от пулемёта Калашникова.
29 августа 2016 года на выставке оружия украинского производства на территории Киевского бронетанкового завода был представлен ещё один вариант винтовки ГОПАК — вместо приклада от пулемёта ПК оснащённый телескопическим прикладом от винтовки AR-15 и с новыми складными сошками.